# Kreis Brand-Erbisdorf
Der Kreis Brand-Erbisdorf war ein Landkreis im Bezirk Karl-Marx-Stadt der DDR. Von 1990 bis 1994 bestand er als Landkreis Brand-Erbisdorf im Land Sachsen fort. Sein Gebiet liegt im heutigen Landkreis Mittelsachsen. Der Sitz der Kreisverwaltung befand sich in Brand-Erbisdorf.

## Geographie

### Lage
Das Kreisgebiet begann unmittelbar südlich von Freiberg und erstreckte sich bis in die Kammlage des Osterzgebirges. Dort bestand eine rund 10 km lange Grenze zur Tschechoslowakei. Der nächstgelegene Grenzübergang befand sich in Zinnwald im östlichen Nachbarkreis Dippoldiswalde. Der Kreis Brand-Erbisdorf war flächenmäßig einer der kleinsten Kreise der DDR.

### Nachbarkreise
Der Kreis Brand-Erbisdorf grenzte im Uhrzeigersinn im Süden beginnend an die Kreise Marienberg, Flöha, Freiberg, Freital und Dippoldiswalde. Im Südosten grenzte er an die Tschechoslowakei.

### Naturraum
Entsprechend der Lage des Kreisgebietes im nördlichen Erzgebirge, stieg die Landoberfläche von Brand-Erbisdorf in 520 m Höhe auf rund 800 m an der tschechischen Grenze an. Der tiefste Punkt von 385 m lag im Tal der Freiberger Mulde südlich von Freiberg. Die Freiberger Mulde durchfloss etwa die Mitte des Kreises von Süden nach Norden in einem tief eingekerbten Tal. Sie gliederte mit ihren Nebenflüssen die flachwellige Hochfläche des unteren Osterzgebirges, das aus grauem Gneisgestein aufgebaut war. Diese zertalte Hochfläche fiel nach Norden sanft ab. In einer Stufe erhob sich im Süden das obere Erzgebirge und erreichte im Drachenkopf (807 m) den höchsten Punkt des Kreises. Im Kreis wurde das Landschaftsschutzgebiet »Obere Freiberger Mulde« ausgewiesen.

## Geschichte
Der Kreis Brand-Erbisdorf entstand im Zuge der DDR-Gebietsreform am 25. Juli 1952 aus dem südlichen Teil des Landkreises Freiberg und dem westlichen Teil des Landkreises Dippoldiswalde. Der Kreis wurde dem neugebildeten Bezirk Karl-Marx-Stadt zugeordnet. Kreissitz wurde die Stadt Brand-Erbisdorf.
Folgende 28 Gemeinden bildeten den neuen Kreis:
- 23 Gemeinden aus dem alten Landkreis Freiberg:

Berthelsdorf/Erzgeb., Brand-Erbisdorf, Cämmerswalde, Clausnitz/Erzgeb., Dorfchemnitz b. Sayda, Friedebach, Gränitz, Großhartmannsdorf, Helbigsdorf, Holzhau, Langenau b. Brand-Erbisdorf, Lichtenberg/Erzgeb., Mittelsaida, Müdisdorf, Mulda, Oberreichenbach b. Brand-Erbisdorf, Obersaida, Rechenberg-Bienenmühle, Sayda, St. Michaelis, Voigtsdorf, Weigmannsdorf und Zethau.
- 5 Gemeinden aus dem alten Landkreis Dippoldiswalde:

Burkersdorf, Dittersbach, Frauenstein, Kleinbobritzsch und Nassau.
In der Folgezeit kam es zu mehreren Gebietsänderungen:
- Am 1. Januar 1963 wurden Weigmannsdorf und Müdisdorf zur Gemeinde Weigmannsdorf-Müdisdorf zusammengeschlossen.
- Am 15. Januar 1970 wurde Gränitz nach Langenau eingemeindet.
- am 1. Mai 1974 wurde Kleinbobritzsch nach Frauenstein eingemeindet.

Mit der Einführung der neuen Kommunalverfassung in der DDR erhielt der Kreis am 17. Mai 1990 den Namen Landkreis Brand-Erbisdorf. Unter diesem Namen bestand ein flächengleicher Landkreis im Freistaat Sachsen bis 1994 fort.

## Wirtschaft
Industrieller Schwerpunkt des Kreises war die Kreisstadt mit dem VEB Preß- und Schmiedewerk »Einheit« und einem Betrieb des VEB Kombinat Narva, in dem Leuchtstoffröhren hergestellt wurden. Daneben bestanden kleinere Betriebe der Leichtindustrie. Bis gegen Ende des 19. Jahrhunderts war der Silberbergbau die wichtigste Erwerbsquelle. Das zwischen Brand und Langenau gelegene Grubenrevier Himmelsfürst gehörte zu den ergiebigsten des Freiberger Reviers. Trotzdem ließ die Mechanisierung des Bergbaus hier lange auf sich warten. Erst 1844 wurde auf der höchstgelegenen Grube im Revier, der Grube »Reicher Bergsegen« südlich von Brand, eine Dampfmaschine aufgestellt. Zu dieser Zeit liefen in Sachsen schon etwa 200 Maschinen. Die Industrialisierung, mit dem Schwerpunkt in der Metallverarbeitung, setzte erst nach dem Eisenbahnbau Ende des 19. Jahrhunderts ein. Im Tal der Freiberger Mulde führte eine Bahnstrecke bis zur Grenze. Eine Nebenstrecke verlief über Brand-Erbisdorf bis Langenau. Die zweite Stichbahn von Brand-Erbisdorf bis Großhartmannsdorf wurde inzwischen stillgelegt, ebenso wie die 1897 von Mulda über Dorfchemnitz nach Sayda gebaute Kleinbahnstrecke. Sayda ist eine Verdichterstation an der Erdgaspipeline »Nordlicht«, die über die Tschechoslowakei aus dem Gebiet Tjumen in der Sowjetunion Erdgas importierte.
Die waldreichen Kammlagen des Osterzgebirges zwischen Sayda, Rechenberg-Bienenmühle und Holzhau sind Erholungsgebiete. Sayda beherbergte in seinen FDGB-Ferienheimen etwa 2000 Urlauber im Jahr. Im unteren Osterzgebirge wurden die Hochflächen überwiegend von Ackerland (Roggen, Hafer, Gerste und Futterpflanzen) eingenommen. Etwa ein Fünftel der landwirtschaftlichen Nutzfläche wurde durch Dauergrünland genutzt. Dementsprechend hatten sich viele LPGs auf Rinderhaltung spezialisiert.

## Verkehr
Der Kreis Brand-Erbisdorf war durch zwei Fernverkehrsstraßen, die heutigen Bundesstraßen 101 (von Annaberg-Buchholz nach Freiberg) und 171, straßenseitig erschlossen. Nördlich von Freiberg bei Siebenlehn war der Kreis an die Autobahn von Karl-Marx-Stadt nach Dresden angebunden. Bahnseitig dienten die Bahnstrecke Nossen–Moldava v Krušných horách sowie die davon abzweigenden Strecken Berthelsdorf–Großhartmannsdorf und Brand-Erbisdorf–Langenau für den Personen- und Güterverkehr.

## Bevölkerungsdaten
Bevölkerungsübersicht aller 25 Gemeinden des Kreises, die 1990 in das wiedergegründete Land Sachsen kamen.
| AGS      | Gemeinde                   | Einwohner       | Einwohner         | Fläche (ha)       |
| AGS      | Gemeinde                   | 3. Oktober 1990 | 31. Dezember 1990 | 31. Dezember 1990 |
| -------- | -------------------------- | --------------- | ----------------- | ----------------- |
| 14017010 | Berthelsdorf/Erzgeb.       | 924             | 914               | 1.221             |
| 14017020 | Brand-Erbisdorf, Stadt     | 9.577           | 9.490             | 1.186             |
| 14017030 | Burkersdorf,               | 942             | 935               | 1.765             |
| 14017040 | Cämmerswalde               | 1.100           | 1.101             | 1.445             |
| 14017050 | Clausnitz/Erzgeb.          | 1.151           | 1.148             | 1.441             |
| 14017060 | Dittersbach                | 299             | 294               | 762               |
| 14017070 | Dorfchemnitz b. Sayda      | 1.173           | 1.162             | 1.423             |
| 14017080 | Frauenstein/Erzgeb., Stadt | 1.368           | 1.356             | 1.297             |
| 14017090 | Friedebach                 | 574             | 569               | 1.461             |
| 14017110 | Großhartmannsdorf          | 1.748           | 1.736             | 1.500             |
| 14017120 | Helbigsdorf                | 463             | 458               | 847               |
| 14017130 | Holzhau                    | 501             | 491               | 3.622             |
| 14017150 | Langenau                   | 2.553           | 2.553             | 1.854             |
| 14017160 | Lichtenberg/Erzgeb.        | 2.196           | 2.178             | 1.814             |
| 14017170 | Mittelsaida                | 663             | 654               | 787               |
| 14017180 | Mulda/Sa.                  | 1.818           | 1.803             | 1.856             |
| 14017190 | Nassau                     | 1.142           | 1.135             | 2.059             |
| 14017200 | Oberreichenbach            | 131             | 130               | 320               |
| 14017210 | Obersaida                  | 367             | 369               | 572               |
| 14017220 | Rechenberg-Bienenmühle     | 1.153           | 1.144             | 186               |
| 14017230 | St. Michaelis              | 1.204           | 1.190             | 1.264             |
| 14017240 | Sayda, Stadt               | 1.761           | 1.765             | 2.057             |
| 14017250 | Voigtsdorf,                | 803             | 793               | 1.530             |
| 14017260 | Weigmannsdorf-Müdisdorf    | 927             | 947               | 1.501             |
| 14017270 | Zethau                     | 1.025           | 1.015             | 1.606             |
| 14017000 | Landkreis Brand-Erbisdorf  | 35.563          | 35.330            | 35.373            |

## Kfz-Kennzeichen
Den Kraftfahrzeugen (mit Ausnahme der Motorräder) und Anhängern wurden von etwa 1974 bis Ende 1990 dreibuchstabige Unterscheidungszeichen, die mit den Buchstabenpaaren TD und XD begannen, zugewiesen. Die letzte für Motorräder genutzte Kennzeichenserie war XW 50-01 bis XW 75-00.